# Уоллес, Джим
Джеймс Роберт Уоллес, барон Уоллес Танкернесский, более известный как Джим Уоллес(скотс James Robert Wallace, Baron Wallace of Tankerness; род. 25 августа 1954, Аннан, Дамфрисшир) — государственный и политический деятель Шотландии.

## Биография
Окончил среднюю школу, а затем обучался по специализации юриспруденция в Эдинбургском университете, после окончания которого работал адвокатом. В 1983 году начал политическую карьеру в качестве кандидата от Либеральных демократов на выборах в Палату общин Великобритании, в которой до 2001 года представлял интересы избирательного округа Оркнейских островов и Шетландских островов. В составе Либеральных демократов был парламентским организатором с 1987 по 1992 год.
Затем с 1992 по 2005 год был председателем шотландской партии Либеральных демократов. На парламентских выборах 6 мая 1999 года во вновь созданный парламент Шотландии стал основным кандидатом от партии Либеральных демократов, которая получила 17 из 129 мест. Джим Уоллес стал депутатом от Оркнейского избирательного округа. После окончания выборов Либеральные демократы сформировали коалиционное правительство с шотландской Лейбористской партией. В правительствах, возглавляемых первыми министрами Дональдом Дьюаром, Генри Маклишем и Джеком Макконнеллом, был заместителем первого министра с 1999 по 2005 год. В то же время был министром юстиции с 1999 по 2003 год, а затем, после перестановок в кабинете министров, до 2005 года был министр предпринимательства и образования.
После смерти Дональда Дьюара исполнял обязанности первого министра Шотландии с 11 по 27 октября 2000 года. Снова занял этот пост с 8 по 27 ноября 2001 года, после того, как Джек Макконнелл ушёл в отставку после скандала. Оставив место в Палате общин, в 2007 году был назначен пожизненным пэром с титулом барона Уоллеса, и с тех пор является членом Палаты лордов.